# Reprezentacja Danii w piłce siatkowej mężczyzn

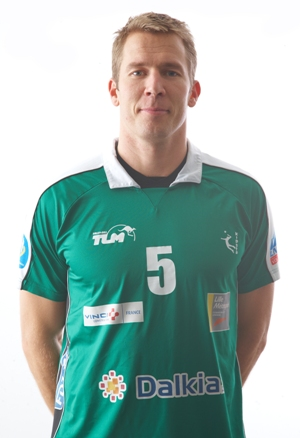
Kristian Knudsen trenerem reprezentacji Danii od 2021 roku

Reprezentacja Danii w piłce siatkowej mężczyzn – narodowa reprezentacja tego kraju, reprezentująca go na arenie międzynarodowej.

## Skład reprezentacji Danii naMistrzostwa Europy 2023[1]
Zawodnicy:
- 1. Nikolaj Hjorth
- 3. Jens Wilhelm Wael Feldthus
- 5. Joachim Hesselholt
- 8. Axel Jacobsen
- 10. Bertram Rygaard-Rasmussen
- 11. Mikkel Hoff
- 12. Kalle Madsen
- 13. Tobias Kjær
- 14. Axel Juul Larsen
- 15. Simon Tabermann Uhrenholt
- 17. Rasmus Nielsen
- 18. Rasmus Mikelsons
- 21. Mads Kyed Jensen
- 22. Oskar Kjerstein Madsen

## Rozgrywki międzynarodowe
Mistrzostwa Świata:
- 1966 - 22. miejsce

Mistrzostwa Europy:
- 1958 - 20. miejsce
- 1963 - 17. miejsce
- 1971 - 20. miejsce
- 2013 - 12. miejsce
- 2023 - 24. miejsce

Liga Europejska:
- 2012 – 7. miejsce
- 2013 – 11. miejsce
- 2014 – 10. miejsce
- 2015 – 7. miejsce
- 2016 – 5. miejsce
- 2017 – 4. miejsce
- 2022 – 10. miejsce
- 2023 – 10. miejsce

Srebrna Liga Europejska:
- 2019 – 4. miejsce
- 2021 – 1. miejsce